# Acústico 2 (álbum de Chrystian & Ralf)
Acústico 2 é um álbum ao vivo da dupla sertaneja brasileira Chrystian & Ralf, lançado em 2007. Ganhou disco de ouro na nova vendagem e tabela da ABPD. Foi lançado no novo formato SMD.

## Faixas
| N.º            | Título                               | Compositor(es)                                                          | Duração |  |
| 1.             | "Vira, Virou"                        | Nenéo / Carlos Colla                                                    | 3:41    |  |
| 2.             | "Basta Um Olhar"                     | Ed Wilson / Chico Roque                                                 | 3:28    |  |
| 3.             | "Camisa Manchada"                    | Domiciano / Rionegro                                                    | 3:09    |  |
| 4.             | "Dez Minutos"                        | Chrystian / Ralf                                                        | 3:25    |  |
| 5.             | "Pot-Pourri: Dona de Casa / Piscina" | Benedito Seviero / Waldemar de Freitas Assunção; José Fortuna / Paraíso | 4:31    |  |
| 6.             | "Esse Amor Que Me Mata"              | César Augusto / Piska                                                   | 3:37    |  |
| 7.             | "Louco Por Ela"                      | Piska / Eduardo / Adriano                                               | 3:29    |  |
| 8.             | "Mande a Solidão Pra Outro Lugar"    | César Augusto / César Rossini / Piska                                   | 4:08    |  |
| 9.             | "Mito"                               | Roberta Miranda                                                         | 3:16    |  |
| 10.            | "Noite de Tortura"                   | Chrystian / Ralf                                                        | 3:35    |  |
| 11.            | "Perdoa"                             | José Augusto / Paulo Sérgio Valle                                       | 3:47    |  |
| 12.            | "Quebradas da Noite"                 | Zimar Rodrigues / Professor Cairo                                       | 3:10    |  |
| 13.            | "Se o Vento Soprar"                  | Carlos Randall / Danimar / Tobias                                       | 3:43    |  |
| 14.            | "Minha Vida Sem Ela"                 | Joel Marques / Maracaí                                                  | 4:02    |  |
| 15.            | "Palavras ao Vento"                  | Cecílio Nena / Lalo Prado                                               | 3:19    |  |
| 16.            | "Pra Sempre em Meus Braços"          | César Augusto / Lucas Robles                                            | 3:10    |  |
| Duração total: | Duração total:                       | Duração total:                                                          | 1:57:37 |  |

## Certificações
| Brasil (ABPD)                             | Ouro | 2007 | 40.000* |
| *número de vendas baseado na certificação |      |      |         |